# Listen (konstverk)
Listen är ett konstverk av konstnären Camilla Akraka på Rådhustorget i Umeå.

## Bakgrund
Umeå kommuns kulturnämnd beslutade år 2018 att utlysa en offentlig upphandling av ett offentligt konstverk gestaltandes Metoo-rörelsen. Tre konstnärer tillfrågades att lämna in förslag. Efter en urvalsprocess valdes Camilla Akrakas förslag.

## Utseende och material
Skulpturen föreställer ett kattdjur som sitter på en tre meter hög ställning. Djurets kropp är tillverkad i polyesterkomposit och målad med en hård, rödaktig lack. Gapet som är öppet som i ett vrål är målat med en gyllene bronslegering.